# ماغي فوري
ماغي فوري (بالإنجليزية: Maggie Furey)‏ هي كاتِبة بريطانية، ولدت في 5 نوفمبر 1955 في هارتفوردشير في المملكة المتحدة، وتوفيت في 3 نوفمبر 2016 في جمهورية أيرلندا.

## وصلات خارجية
- الموقع الرسمي